# Tiago Targino
Tiago João Targino da Silva, noto semplicemente come Tiago Targino (Beja, 6 giugno 1986), è un ex calciatore portoghese, con passaporto brasiliano, di ruolo attaccante.